# Phenacomys
Phenacomys é um gênero de roedores da família Cricetidae.

## Espécies
- Phenacomys intermedius Merriam, 1889
- Phenacomys ungava Merriam, 1889